# پاسکال فیندونو
پاسکال فیندونو (فرانسوی: Pascal Feindouno‎؛ زادهٔ ۲۷ فوریهٔ ۱۹۸۱) بازیکن فوتبال اهل گینه است.
از باشگاه‌هایی که در آن بازی کرده‌است می‌توان به باشگاه ورزشی السد، باشگاه فوتبال سن-اتین، باشگاه فوتبال سیون، باشگاه فوتبال لوریان، باشگاه فوتبال لوزان-اسپورت، باشگاه فوتبال حسینیه اکادیر، باشگاه فوتبال آتلانتاس، باشگاه فوتبال سدان، باشگاه ورزشی الریان، باشگاه فوتبال النصر عربستان سعودی، باشگاه فوتبال موناکو، باشگاه فوتبال بوردو و باشگاه فوتبال الازیغ‌اسپور اشاره کرد.
وی همچنین در تیم ملی فوتبال گینه بازی کرده‌است.